# 2017년 쉬저우 유치원 폭발 사고
2017년 6월 15일 중국 장쑤성 쉬저우 시의 한 유치원에서 폭발 사고가 발생하였다. 이 사고로 최소 8명이 사망하고 65명이 부상당했다.